# Caique Augusto
Caique Augusto Correia das Chagas, mais conhecido como Caique Augusto, (26 de abril de 1994), é um futebolista brasileiro que atualmente joga no Stade Bordelais, da França, na posição de lateral-direito.

## Carreira
Caique fez todo seu processo de formação no São Paulo FC (2006-2010) e Santos FC (2010 – 2014), foi Campeão Mundial em 2010 pelo São Paulo jogando de titular. Devido a questões contratuais assinou seu primeiro Contrato Profissional junto ao Santos FC em 2011, em 2014 foi para o Avai FC Avaí para jogar na Equipe Profissional e ganhar experiência na Série B do Campeonato Brasileiro. Polivalente, o atleta também pode atuar como primeiro ou segundo volante.
Em 2015 foi emprestado ao Nacional para a disputa do Campeonato Paranaense 2015.
Em 2016 foi contratado pelo Taubaté para a disputa do Campeonato Paulista Série A2.